# Paralimosina confusa
Paralimosina confusa är en tvåvingeart som beskrevs av Hayashi 1994. Paralimosina confusa ingår i släktet Paralimosina och familjen hoppflugor.
Artens utbredningsområde är Nepal. Inga underarter finns listade i Catalogue of Life.